# Le Réseau Bombyce
Le Réseau Bombyce est une série de bandes dessinées créée par Corbeyran (scénario) et Cécil (dessin et co-scénario). Ses trois volumes ont été publiés entre 1999 et 2010 par Les Humanoïdes Associés. Pour le troisième volume, Corbeyran est remplacé par Delphine Cuveele.

## Synopsis
Eustache traîne un lourd passé et une enfance perdue. Un poids qui pèse au moment de faire l'acrobate, quand il faut pénétrer dans les maisons bourgeoises dont Eustache et Mouche, son compagnon, font leur ordinaire de monte-en-l'air.
Ce jour-là, Eustache et Mouche vont faire une drôle de découverte, au fond du coffre qu'ils viennent de forcer. La bobine de film d'un snuff movie, ces films où on donne la mort pour de vrai - et pour exciter les pervers.
La mort ne les quittera plus après cette macabre découverte…

## Albums
- Le Réseau Bombyce, Les Humanoïdes Associés :

1. Papillons de nuit, 1999[1]. Prix des libraires de bande dessinée 2001.
2. Monsieur Lune, 2002.
3. Stigmates, scénario de Cécil et Delphine Cuveele, 2010.